# Hozier (альбом)
Hozier — дебютный студийный альбом ирландского музыканта Хозиера (настоящее имя Эндрю Хози́ер-Бирн), изданный 19 сентября 2014 года на студиях Rubyworks Records, Island Records и Columbia Records.
Во время записи альбома Хозиер сотрудничал с продюсером Робом Кирваном. Hozier описывается как альбом в стиле блюз, соул и инди-рок с элементами госпела, R&B и фолк-музыки.
Hozier получил в целом положительные отзывы от музыкальных критиков, многие из которых высоко оценили авторство песен и вокальное исполнение Хозиера. Альбом также был коммерчески успешным, вошёл в десятку лучших альбомов в Ирландии, Великобритании, США, Канаде, Австралии, Дании и Греции. Ведущий сингл альбома, «Take Me to Church», имел огромный успех во всем мире и был номинирован на премию «Грэмми» в 2015 году.

## История
Хозиер начал писать песни в возрасте 15 лет. Он самостоятельно обучился игре на гитаре и пел в школьном хоре. Позже он изучал музыкальное образование в Тринити-колледже в Дублине, но колледж отказал ему в годовой отсрочке после пропуска экзаменов, чтобы записать демо-записи для музыкального лейбла. Во время обучения в Тринити Хозиер стал участвовать в оркестре Тринити. Он был членом хорового ансамбля Anúna с 2007 по 2012 год и появился в качестве солиста на их альбоме Illuminations 2014 года, исполнив «La Chanson de Mardi Gras». Он гастролировал и пел с группой на международном уровне, включая выступления в Норвегии и Нидерландах. Хозиер выступал на фестивале Oxegen в 2009 и 2010 годах. В 2011 году он открыл выступление Алекса Уинстона в Дублине. В 2012 году Хозиер выступил в качестве бэк-вокалиста для Билли Оушена.

## Музыка и тексты
Hozier — это блюз, соул и инди-рок, с элементами госпела, R&B и фолка. Альбом содержит «смесь американского рока с маслянистыми гитарными рифами, грохочущими хай-хэтами, ангельскими припевами и солнечными стихами …», характеризующаяся утончённой гитарной игрой, сильной перкуссией, мрачными инструментами, причудливыми струнными, «душевным» и сырым вокалом и «преследующими» мелодиями". Стандартное издание Hozier длится чуть меньше часа и состоит из тринадцати треков, а делюкс-издание добавляет к альбому четыре бонусные песни. Альбом был написан исключительно Хозиером, за исключением «Someone New», которая была написана в соавторстве с его бывшей девушкой Саллай-Мату Гарнетт. Продюсерами альбома выступили Хозиер и Роб Кирван.

## Отзывы
| Совокупная оценка    | Совокупная оценка |
| Источник             | Оценка            |
| -------------------- | ----------------- |
| AnyDecentMusic?      | 7.7/10            |
| Metacritic           | 79/100            |
| Оценки критиков      |                   |
| Источник             | Оценка            |
| AllMusic             | [ 12 ]            |
| The Arts Desk        | [ 22 ]            |
| The A.V. Club        | B                 |
| Clash                | 8/10              |
| Entertainment Weekly | A−                |
| Exclaim!             | 9/10              |
| The Irish Times      | [ 26 ]            |
| Rolling Stone        | [ 27 ]            |
| State                | [ 28 ]            |
| The Telegraph        | [ 29 ]            |

По данным агрегатора рецензий Metacritic, альбом Hozier  получил «в целом благоприятные отзывы» на основе средневзвешенной оценки 79 из 100 из 10 оценок критиков.
Тимоти Монгер из AllMusic назвал альбом «сильным дебютом», высоко оценив проникновенный голос певца и качество материала. «Как и ирландец Ван Моррисон десятилетиями ранее, Хозиер опирается на соул и R&B Джеки Уилсона и пропускает их через фильтр загадочного белого парня Джеффа Бакли, добавляя нотки сельской инди-эстетики Bon Iver, чтобы смешать их в свой собственный тёмный коктейль», — написал он. Сергиуш Крулак из JazzSoul.pl заявил: «Хозиер (…) показал альбом с эмоционально сильными песнями», добавив, что «акустико-рок-балладный треклист составляет отличное целое с глубоким эмоциональным вокалом и сильными текстами».
Саймон Харпер из журнала Clash отметил: «Его голос, скорее подслащённый пуатином, чем пропитанный виски, уверенно ласкает нежные мелодии и более грубые ритмы — он убедительно звучит в ползучем блюзе „To Be Alone“, мило шепчет в фолковой „Like Real People Do“ и горячо проповедует в рваном R&B „Jackie And Wilson“. Повествование ирландца достаточно плавно, опираясь на реализм настоящей романтики, а не на убогие Delta-конструкции. В результате Hozier представляет собой подлинный портрет артиста — душевный, духовный и соблазнительный — и является глубоко впечатляющим первым шагом».
Джон Долан из журнала Rolling Stone написал в рецензии: «Обладая чувственным певческим голосом и, казалось бы, бездонным колодцем конфликтов в католическом стиле, Хозиер использует кельтский R&B, южный соул и гаражный блюз в стиле The Black Keys в таких интимных песнях, как „Angel of Small Death and the Codeine Scene“». Хелен Браун из The Telegraph отметила: «Евангельские хоры нежно гудят и бухают под грубыми риффами его песен. Они придают зрелую, универсальную серьёзность и зачастую священный экстаз напряжённой юношеской лирике, в которой переплетаются религия и романтическая одержимость и которая регулярно заставляет его находиться „между любовью и насилием“», добавив, что «Хозиер смешивает свой измученный блюз с солнечным R&B».

## Награды и номинации
Hozier стал лучшим альбомом на European Border Breakers Awards — премии, присуждаемой за достижения международных артистов за пределами их родной страны. Джессика Гудман и Райан Кистобак из The Huffington Post включили альбом в свой список лучших релизов 2014 года.
Ведущий сингл альбома, «Take Me to Church», имел огромный успех во всем мире и был номинирован на премию «Грэмми» в 2015 году, а альбом Hozier был номинирован в категории Top Rock Album на Billboard Music Awards в 2015 году и в категории International Album of the Year на церемонии Juno Awards 2016 года.

## Список композиций
Слова и музыка всех песен — Эндрю Хози́ер-Бирн, кроме указанных. Все треки спродюсированы Хозиером и Робом Кирваном.
| №                   | Название                                     | Автор(ы)                         | Длительность |
| ------------------- | -------------------------------------------- | -------------------------------- | ------------ |
| 1.                  | «Take Me to Church»                          |                                  | 4:02         |
| 2.                  | «Angel of Small Death and the Codeine Scene» |                                  | 3:39         |
| 3.                  | «Jackie and Wilson»                          |                                  | 3:43         |
| 4.                  | «Someone New»                                | Hozier-Byrne Sallay Matu Garnett | 3:42         |
| 5.                  | «To Be Alone»                                |                                  | 5:23         |
| 6.                  | «From Eden»                                  |                                  | 4:43         |
| 7.                  | «In a Week» (при участии Karen Cowley)       |                                  | 5:18         |
| 8.                  | «Sedated»                                    |                                  | 3:27         |
| 9.                  | «Work Song»                                  |                                  | 3:49         |
| 10.                 | «Like Real People Do»                        |                                  | 3:18         |
| 11.                 | «It Will Come Back»                          |                                  | 4:37         |
| 12.                 | «Foreigner’s God»                            |                                  | 3:45         |
| 13.                 | «Cherry Wine» (Live)                         |                                  | 4:00         |
| Общая длительность: | Общая длительность:                          | Общая длительность:              | 53:26        |

| №                   | Название                 | Длительность |
| ------------------- | ------------------------ | ------------ |
| 1.                  | «In the Woods Somewhere» | 5:31         |
| 2.                  | «Run»                    | 4:14         |
| 3.                  | «Arsonist’s Lullabye»    | 4:26         |
| 4.                  | «My Love Will Never Die» | 3:55         |
| Общая длительность: | Общая длительность:      | 71:32        |

| №                   | Название                                                                            | Длительность |
| ------------------- | ----------------------------------------------------------------------------------- | ------------ |
| 1.                  | «Like Real People Do» (Live at iTunes Festival, London / 2014)                      | 3:22         |
| 2.                  | «Angel of Small Death & the Codeine Scene» (Live at iTunes Festival, London / 2014) | 3:38         |
| 3.                  | «Jackie and Wilson» (Live at iTunes Festival, London / 2014)                        | 3:38         |
| 4.                  | «To Be Alone» (Live at iTunes Festival, London / 2014)                              | 5:33         |
| 5.                  | «Someone New» (Live at iTunes Festival, London / 2014)                              | 4:23         |
| 6.                  | «Work Song» (Live at iTunes Festival, London / 2014)                                | 4:02         |
| Общая длительность: | Общая длительность:                                                                 | 96:08        |

| №                   | Название                                                       | Автор(ы)                                                                                             | Длительность |
| ------------------- | -------------------------------------------------------------- | --- | ------------ |
| 5.                  | «From Eden» (Live)                                             | | 4:28         |
| 6.                  | «Jackie and Wilson» (Live)                                     | | 3:58         |
| 7.                  | «Someone New» (Live)                                           | | 4:20         |
| 8.                  | «Work Song» (Live)                                             | | 4:09         |
| 9.                  | «Take Me to Church» (Live)                                     | | 4:20         |
| 10.                 | «Problem / Regulate» (BBC Live Lounge)                         | Max Martin Savan Kotecha Ilya Salmanzadeh Amethyst Kelly Ariana Grande Warren Griffin Nathaniel Hale | 3:34         |
| 11.                 | «Whole Lotta Love» (The Dermot O'Leary Saturday Sessions Show) | John Bonham Willie Dixon John Paul Jones Jimmy Page Robert Plant                                     | 3:02         |
| 12.                 | «Do I Wanna Know?» (Live at the BBC)                           | Alex Turner Jamie Cook Nick O'Malley Matt Helders                                                    | 4:17         |
| 13.                 | «Lay Me Down» (BBC Live Lounge)                                | Sam Smith James Napier Elvin Smith                                                                   | 3:36         |
| Общая длительность: | Общая длительность:                                            | Общая длительность:                                                                                  | 107:56       |

| №                   | Название                                | Автор(ы)                                             | Длительность |
| ------------------- | --------------------------------------- | ---------------------------------------------------- | ------------ |
| 1.                  | «Problem / Regulate» (BBC Live Version) | Martin Kotecha Salmanzadeh Kelly Grande Griffin Hale | 3:34         |
| 2.                  | «Illinois Blues» (Live)                 | Skip James                                           | 3:26         |
| 3.                  | «Whole Lotta Love» (BBC Live Version)   | Bonham Dixon Jones Page Plant                        | 3:02         |
| 4.                  | «Do I Wanna Know?» (BBC Live Version)   | Turner Cook O'Malley Helders                         | 4:17         |
| Общая длительность: | Общая длительность:                     | Общая длительность:                                  | 67:45        |

## Чарты
| Чарт (2014—16)                         | Высшая позиция |
| -------------------------------------- | -------------- |
| Австралия (ARIA)                       | 3              |
| Австрия (Ö3 Austria)                   | 22             |
| Бельгия/Фландрия (Ultratop)            | 2              |
| Бельгия/Валлония (Ultratop)            | 28             |
| Канада (Canadian Albums Chart)         | 2              |
| Чехия (ČNS IFPI)                       | 20             |
| Дания (Hitlisten)                      | 9              |
| Нидерланды (Album Top 100)             | 7              |
| Финляндия (Suomen virallinen lista)    | 34             |
| Франция (SNEP)                         | 18             |
| Германия (Offizielle Top 100)          | 14             |
| Ирландия (IRMA)                        | 1              |
| Италия (Classifica album)              | 7              |
| Новая Зеландия (RMNZ)                  | 3              |
| Норвегия (VG-lista)                    | 11             |
| Польша (ZPAV)                          | 1              |
| Португалия (AFP)                       | 29             |
| Шотландия (Scottish Albums Chart)      | 6              |
| Испания (PROMUSICAE)                   | 77             |
| Швеция (Sverigetopplistan)             | 6              |
| Швейцария (Schweizer Hitparade)        | 14             |
| Великобритания (UK Albums Chart)       | 3              |
| США (Billboard 200)                    | 2              |
| США (Billboard Top Alternative Albums) | 1              |
| США (Billboard Digital Albums)         | 2              |
| США (Billboard Folk Albums)            | 1              |
| США (Billboard Top Rock Albums)        | 1              |
| США (Billboard Top Tastemaker Albums)  | 4              |

## Сертификации
| Регион | Сертификация  | Продажи   |
| --- | ------------- | --------- |
| Австралия (ARIA) | 2× Платиновый | 140 000   |
| Австрия (IFPI Austria) | Платиновый    | 15 000*   |
| Канада (Music Canada) | 7× Платиновый | 560 000   |
| Дания (IFPI Danmark) | 3× Платиновый | 60 000    |
| Франция (SNEP) | Платиновый    | 100 000   |
| Германия (BVMI) | Золотой       | 100 000   |
| Ирландия | —             | 90,000    |
| Италия (FIMI) | Платиновый    | 50 000    |
| Нидерланды (NVPI) | Платиновый    | 40 000^   |
| Новая Зеландия (RMNZ) | 6× Платиновый | 90 000    |
| Норвегия (IFPI Norway) | Платиновый    | 30 000*   |
| Польша (ZPAV) | 2× Платиновый | 40 000    |
| Португалия (AFP) | Золотой       | 3500      |
| Сингапур (RIAS) | Золотой       | 5000*     |
| Швеция (GLF) | Платиновый    | 40 000    |
| Великобритания (BPI) | 3× Платиновый | 900 000   |
| США (RIAA) | 4× Платиновый | 4 000 000 |
| Итого |               |           |
| Мир | —             | 1,000,000 |
| * Данные о продажах приведены только на основе сертификации. · ^ Данные о тиражах приведены только на основе сертификации. · Данные о продажах + прослушиваниях приведены только на основе сертификации. |               |           |